# Ilínskoye (Krasnodar)
Ilínskoye (del ruso: Ильинское) es un seló del raión de Kushchóvskaya del krai de Krasnodar, en Rusia. Está situado en las llanuras de Kubán-Priazov, a orillas del Elbuzd, afluente del Kagalnik, 21 km al nordeste de Kushchóvskaya y 192 km al nordeste de Krasnodar, la capital del krai. Tenía 1 131 habitantes en 2010
Es cabeza del municipio Ilínskoye, al que pertenecen asimismo Novobataiski y Osenni.

## Lugares de interés
En la localidad se conserva un molino de viento de 1916 que es considerado un monumento arquitectónico.